# Mehdi Sahnoune
Medhi Sahnoune est un boxeur franco-algérien né le 5 mai 1976 à Marseille.

## Biographie
Il grandit dans une cité. En 1991, il voit débarquer des entraineurs qui ouvrent un club de boxe. Intéressé, il s'y rend avec des amis et fait alors la rencontre de Louis Lavaly. Très vite, Mehdi se révèle être un très bon puncheur.

### Parcours de boxeur professionnel
Passé professionnel à 21 ans le 12 décembre 1997, il remporte ses neuf premiers combats par KO mais il n'est pas toujours sérieux à l'entrainement et le 20 novembre 1999, face à un très médiocre adversaire (Csaba Olah, 2 victoires pour 36 défaites), il se retrouve à terre au premier round avant de se reprendre et d'envoyer à son tour son adversaire au sol au sixième round.
À l'époque, Sahnoune cumule les petits boulots (livreur de pizza, etc) et en février 2000, il affronte Youssef Temsouri que beaucoup de mi-lourds français des années 1990-2000 ont rencontré. Sahnoune remporte sa première victoire aux points.
Il remporte ensuite 3 victoires par KO avant de disputer le 26 janvier 2001 le championnat de France des poids mi-lourds face Wilfrid Rivelli (10 victoires dont 7 KO, 1 défaite).
Sahnoune y remporte sa quatorzième victoire (13 KO) et son premier titre. Il rentre en effet immédiatement dans le vif du sujet avec Rivelli qui attaque en cherchant à placer un coup décisif. En face, Sahnoune construit mieux ses actions et touche à plusieurs reprises avec son crochet gauche. Au 3e round, il place un contre du droit qui ébranle Rivelli. L'arbitre le compte debout mais il n'a en fait pas récupéré et malgré une bonne défense, il subit un déluge de coups venant de tous les angles qui amènent l'arbitre à le compter debout une 2e fois puis à stopper définitivement le combat.
4 mois plus tard, il conserve son titre facilement en deux rounds contre René Dutard (20 victoires, 4 défaites) et en novembre de la même année, il affronte à nouveau Youssef Temsouri qu'il domine en deux rounds après deux voyages à terre.
En janvier 2002, le champion de France affronte pour un gala Milojko Pivljani, un boxeur yougoslave mesurant deux mètres, qu'il envoie 4 fois a terre en trois rounds.
Ce combat était un entrainement car un mois plus tard, Medhi Sahnoune (18 victoires, 17 KO) affronte pour la place de challenger mondial WBA des poids mi-lourds le très dur Andrey Shkalikov (52 victoires dont 25 KO, 6 défaites). Devant les 7 000 spectateurs, il bat aux points son adversaire et obtient ainsi un combat de championnat du monde contre Byron Mitchell.

### L'antichambre mondiale
Malheureusement, c'est le français Bruno Girard (champion du monde des super-moyens) qui affrontera Byron Mitchell. Pendant ce temps, Sahnoune enchaîne les combats. Le 11 juin 2002, il bat le sud-africain Thabiso Mogale en trois et cinq voyages a terre; le 13 juillet 2002, c'est au tour d'Ivica Cukusic de ne pas dépasser le sixième round. Il remporte ensuite sa troisième victoire aux points face à Mohammed Sivulangi puis bat en sept rounds Geoffroy Gordian Ulonna, un novice. À 27 ans et 23 victoires dont 20 KO sans la moindre défaite, Sahnoune est prêt pour disputer un championnat du monde.

### Champion poids mi-lourds
Le 7 mars 2003, Mehdi Sahnoune devient champion du monde des mi-lourds WBA régulier lors du septième championnat du monde franco-français de l'histoire de la boxe en battant Bruno Girard (42 victoires dont 7 KO, 4 défaites) par arrêt de l'arbitre au septième round.
À l'issue du combat, il devient connu médiatiquement et on le voit de plus en plus à la télévision (notamment dans des émissions de Michel Drucker et Patrick Sebastien). Il s'investit également dans des associations mais on le voit moins dans la salle de boxe.
Sept mois plus tard, pour sa première défense de titre, Sahnoune affronte l'italien Silvio Branco et crée le spectacle pendant la conférence de presse d'avant combat. Mais sur le ring, l'Italien laisse le Français s'épuiser et au onzième round, l'arbitre arrête Sahnoune.
Après sa défaite, il attend mars 2004 avant de revenir et affronte Christophe Robert (8 victoires 8 défaites) qu'il bat en deux rounds d'un très violent KO. Entre avril 2004 et avril 2005, Medhi Sahnoune remporte six victoires (cinq par KO).
Le 22 octobre 2005, il retrouve une occasion de redevenir champion du monde. Cette fois, il doit affronter Zsolt Erdei, champion WBO. Vainqueur de ses 22 combats (dont 13 avant la limite), Erdei est devenu une référence dans la catégorie des mi-lourds en venant à bout du mexicain Julio Gonzalez puis deux fois de l’argentin Hugo Hernan Garay.
Malheureusement Mehdi Sahnoune, malgré plusieurs rounds remportés en début de combat, s'épuise et est arrêté par l'arbitre au dernier round après une série de coups reçus sans se défendre.

### Affaires judiciaires
Le 15 novembre 2008, il est condamné à trois années d'emprisonnement dont deux avec sursis pour violences en réunion. Les faits remontent à mars 2002: la victime, Abdelaziz, était sortie avec un groupe d'amis dans un club de Cabriès où il était adhérent.
Selon quelques témoins, il aurait dansé de manière "expressive avec plusieurs jeunes femmes". Interrogé par le président Baudouin, il s'était souvenu lors de l'audience avoir "un peu bu". Il avait poursuivi : "Ensuite on m'a tiré par les cheveux, on m'a sorti sur le parking, on m'a jeté au sol et c'est là que les coups ont commencé". Pendant de longues minutes, on l'avait passé à tabac.
Le 4 avril 2019, accusé d'avoir crevé l'œil d'un homme (avec le nerf optique cisaillé) après une soirée arrosée, il est jugé et condamné à cinq ans de prison dont un avec sursis,.

### Retour sur les rings
Le 12 juin 2009, trois ans et demi après son dernier combat, Mehdi Sahnoune effectue un come-back victorieux face à l'algérien Ramdan Serdjane battu par disqualification au 4e round.